# Ojai (Kalifornija)
Ojai je grad u američkoj saveznoj državi Kalifornija. Prema popisu stanovništva iz 2010. u njemu je živjelo 7.461 stanovnika.